# Antoine Jeudy-Dugour
Antoine Jeudy-Dugour, bekannt unter dem Pseudonym M. de Gouroff (* 29. Januar 1766 in Nohanent, Département Puy-de-Dôme; † 1840 in Odessa) war ein französischer Verlagsbuchhändler und Schriftsteller.

## Leben
Antoine Jeudy-Dugour war der Sohn eines in Nohanent nahe Clermont-Ferrand tätigen Anwalts. Zuerst widmete er sich der Theologie, besuchte das Oratorianer-Kolleg in Riom und trat, nachdem er seine Studien beendet hatte, in die Kongregation der Priester der christlichen Lehre ein. Er war bereits Professor der Geschichte an dem von seinem Orden geleiteten Collège de La Flèche, als der Ausbruch der Französischen Revolution ihn zwang, sich eine andere Existenz zu schaffen. Er begab sich nach Paris und trat als Schriftsteller auf. Seine ersten literarischen Erzeugnisse widmeten sich historischen, geographischen und erzieherischen Themen und fanden Anklang:
- Histoire publique et secrète de Henri IV, roi de France et de Navarre, Paris 1790
- Coup d’œil sur l’histoire de France, pour servir d’introduction à la géographie de la France, Paris 1791
- Géographie de la France d’après la nouvelle division en 83 départements, Paris 1791
- Nouvelle rhétorique française à l’usage de jeunes demoiselles, Angers und Paris 1792

In der Folge wagte Dugour, sich als Anhänger der monarchistischen Partei zu zeigen und trat während des Prozesses Ludwigs XVI. öffentlich für den König ein. Dabei verfasste er folgende Schriften:
- École de politique, ou Collection, par ordre de matières, des discours, des opinions, des déclarations et des protestations de la minorité de l'Assemblée nationale, pendant les années 1789, 1790 et 1791, en faveur de la religion, de la monarchie et des vrais intérêts du peuple, Paris 1791
- Mémoire justificatif pour Louis XVI, ci-devant roi des Français, en réponse à l'acte d'accusation qui lui a été lu à la Convention nationale, 4 Hefte, Paris 1792–93

Während der Terrorherrschaft tauchte Dugour in der Auvergne ab und es gelang ihm, ernstlichen Verfolgungen zu entgehen. Nach dem Sturz Robespierres fasste er neuen Mut, heiratete im Oktober 1794 die aus England stammende Erzieherin Clarisse Oliver und kehrte nach Paris zurück. Er trat u. a. mit seiner viele Anspielungen auf die Französische Revolution enthaltenden Histoire d’Olivier Cromwell (2 Bände, Paris 1795) hervor. Ende 1796 kaufte er die Buchhandlung von Gaspard-Joseph Cuchet und leitete sie zuerst allein, dann von Oktober 1797 bis April 1799 gemeinsam mit dem Buchhändler Durand. Nun wirkte er nicht nur als Autor, sondern auch als Herausgeber und Übersetzer zahlreicher Werke. So brachte er die vom Abbé N. Papin angefertigte französische Übersetzung der Briefe Platons (Lettres de Platon, traduites du grec, Paris 1797) heraus. Ab 1800 lehrte er an der École Centrale de la Seine. Unter anderem veröffentlichte er in der damaligen Epoche außerdem:
- Collection des meilleurs ouvrages, qui ont été publiés pour la défense de Louis XVI, roi des Français, 2 Bände, Paris 1796
- Collection des pièces intéressantes sur les grands événements de l’histoire de France pendant les années 1789, 1790 et 1791. Paris 1802

Als Verleger des Cours complet d’agriculture … par Fr. Rozier (10 Bände, Paris 1781–1800), wozu er selbst eine Notice sur la vie et les écrits de l’abbé Rozier (1800) schrieb, wurde Dugour mit in Lyon ansässigen Nachdruckern, den Brüdern Amable und Michel Leroy, in einen langwierigen Prozess verwickelt, der ihn einen beträchtlichen Teil seines Vermögens kostete. Dies bewog ihn, Ende 1801 oder Anfang 1802 sein Geschäft aufzugeben und nach England, der Heimat seiner Frau, überzusiedeln. Da er auch hier kein Glück hatte, suchte er sich eine Stelle an einer gelehrten Anstalt Russlands zu verschaffen. Dorthin wanderte er 1804 aus und wurde im nächsten Jahr als Professor und Bibliothekar an die Universität Charkow berufen. Er trat mit einer beifällig aufgenommenen Rede (Critique et défense de l’histoire, Charkow 1807) sein Amt an.
Aufgrund Napoleons Russlandfeldzug von 1812 verfolgte Kaiser Alexander I. nun eine antifranzösische Außenpolitik und die in seinem Reich wohnenden Franzosen mussten sich damals zwischen Einbürgerung oder Rückkehr in ihre Heimat entscheiden. Da Dugour bleiben wollte, ließ er sich 1812 naturalisieren und nahm den Namen De Gouroff an. 1816 zog er nach Sankt Petersburg. Die beiden Abhandlungen Des révolutions opérées dans l’état social au quinzième siècle (Charkow 1809) und De la civilisation des Tartares Nogaïs dans le midi de la Russie européenne (Charkow 1816) hatten ihm so großes Ansehen gebracht, dass der Kaiser ihn zum Staatsrat und später zum Rektor der Universität Petersburg, wo er zugleich 1823 die Professur der Geschichte und Literatur erhielt, ernannte. In diese Zeit fallen folgende Schriften:
- Mémoire sur l’état actuel de l’hôpital impérial des pauvres malades à Saint-Pétersbourg, avec des détails sur la nouvelle institution des veuves de la Charité, Petersburg 1817
- De la direction donnée à l’enseignement dans les universités, discours, Petersburg 1822
- De l’influence, des lumières sur la condition de peuples, discours, Petersburg 1826
- Du rapport des lettres avec la morale, discours, Petersburg 1828
- Essai sur l’histoire des enfants trouvés depuis les temps les plus anciens jusqu’à nos jours, Paris 1829
- Recherches sur les enfants trouvés et les enfants illégitimes en Russie, dans le reste de l’Europe, en Asie et en Amérique, Paris 1839

In den beiden letzten Schriften, von denen die erste als Einleitung in die zweite dient und auch in dieser wiederabgedruckt ist, sucht der Verfasser den Nachteil der Findelhäuser darzulegen und schlägt andere Mittel zur Rettung und Erziehung der Findelkinder vor. Gouroff bekam auch einige Manuskripte Diderots in seine Hände und verkaufte Kopien dieser Handschriften an einen Pariser Buchhändler, der die erste französische Ausgabe der Lettres à Sophie Volland, Le rêve de D’Alembert und anderer Texte veröffentlichte. 1840 starb Gouroff in Odessa.